# Stazione di Rivanazzano
La stazione di Rivanazzano, posta lungo la ferrovia Voghera-Varzi, serviva il comune di Rivanazzano.

## Storia

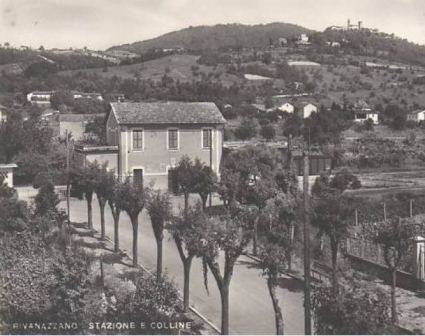
La stazione in una cartolina d'epoca

L'impianto fu attivato il 25 dicembre 1931, contestualmente all'inaugurazione della ferrovia, a cura della Società Anonima per la Ferrovia Voghera-Varzi (FVV).
Poco prima della guerra, nel 1940 tale società venne fusa con la Società per le Ferrovie Adriatico Appennino (FAA) che rilevò la gestione della stazione. Durante il conflitto la ferrovia subì pesanti danni, tanto da costringere nel 1944 la FAA a sospendere l'esercizio.
Riattivata a guerra finita, e ripreso l'esercizio, con decreto ministeriale n. 4305 del 9 dicembre 1965 si dispose la soppressione della ferrovia nell'ambito della politica dei cosiddetti "rami secchi"; la stazione fu dunque formalmente soppressa il 1º agosto 1966.
Dopo la chiusura il fabbricato viaggiatori fu riconvertito in abitazione privata.

## Interscambi
A Rivanazzano era possibile interscambiare con i convogli in servizio sulla tranvia Voghera-Salice Terme, attiva fra il 1909 e il 1929.